# Prager Wappen

Das große Prager Wappen mit Schild und böhmischen Löwen

Das Prager Wappen ist das in seiner heutigen Form seit 1991 verwendete Wappen der tschechischen Hauptstadt Prag. Es geht zurück auf das historische Wappen der Altstadt, das bei der Vereinigung der vier Prager Städte im Jahr 1784 für die gesamte Stadt beibehalten wurde. Während der Schild seit 1649 unverändert ist, erfuhren die Prachtstücke mehrere den politischen Verhältnissen geschuldete Veränderungen.

## Blasonierung

Der Schild besteht aus drei goldenen Türmen auf rotem Grund.

Der Schild zeigt in Rot drei goldene Türme auf einer zinnengekrönten goldenen Stadtmauer mit schwarzem Tor und aufgezogenem Fallgitter, darin ein geharnischter silberner Arm mit ebenso gefärbten Schwert. Zwei böhmische Löwen sind Schildhalter. Auf dem Schild ruhen drei goldgekrönte Krötenkopfhelme von rot-goldenen Helmdecken behangen. Aus der mittleren Krone wächst der Böhmische Löwe, aus den beiden anderen jeweils zwölf Fahnen mit goldenen Stangenspitzen. Unter dem Postament ein rotes Band mit dem Spruch in goldenen Majuskeln: „PRAGA CAPUT REI PUBLICAE“.

## Bedeutung
Die Anzahl der Steinblöcke der Stadtmauer und ihrer Türme entspricht den 112 städtischen Katastergebieten. Der geharnischte Arm und das Schwert stehen für Kampfstärke und Treue. Die 24 Fahnen repräsentieren die Stadtteile Prags – die rechten Fahnen: Nové Město, Hradčany, Vyšehrad, Libeň, Bubeneč, Košíře, Smíchov, Vršovice, Žižkov, Uhříněves, Horní Počernice, Zbraslav und die linken Fahnen: Staré Město, Malá Strana, Josefov (Prag), Holešovice, Břevnov, Karlín, Nusle, Vinohrady, Vysočany, Modřany, Radotín, Dubeč. Der lateinische Wahlspruch lautet auf Deutsch: Prag, die Hauptstadt der Republik.

## Wappengeschichte
Das Wappen der Prager Altstadt stammt aus der Hussitenzeit und zeigte ursprünglich auf rotem Grund eine silberne Stadtmauer mit offenem Tor und drei Türmen. Als Dank für die militärische Hilfe aus Prag veredelte Kaiser Friedrich III. das Wappen. Er änderte 1475 das Prager Altstadtwappen in der Tinktur: Stadtmauer und Turm wurden von Silber auf Gold geändert. Auf den Schild wurde zudem ein Helm mit der Kaiserkrone gesetzt, den zwei Böhmische Löwen hielten. 1649, nach Ende des Dreißigjährigen Kriegs, änderte sich das Wappen erneut.
Kaiser Ferdinand III. fügte den geharnischten Arm im Tor ein. Das geschah aus Dankbarkeit und Belohnung, da die Prager im Jahr zuvor große Treue im Kampf gegen die schwedischen Truppen gezeigt hatten. Weiterhin kam ins Wappen der Reichsadler mit den kaiserlichen Initialen FIII auf den schon vorhandenen gekrönten Helm. Zwei weitere Helme mit Fahnen rundeten die Änderungen ab. Im Jahr 1784 wurde das Wappen bestätigt. Zu dieser Zeit schlossen sich die vier Prager Städte Altstadt, Neustadt, Kleinseite und Hradčany zur Stadt zusammen.
Mit Gründung der Tschechoslowakei wurde das Wappen 1918 auf die neuen Machtverhältnisse angepasst: Der bis dahin enthaltene österreichische Adler entfiel. Der böhmische Löwe erhielt ein Brustschild mit dem slowakischen Wappen. Die Helme links und rechts über dem Schild erhielten dafür die Fahnen der einzelnen Orte, die das große Prag bildeten. Auch die Wahlsprüche änderten sich – von Prag, Hauptstadt des Königreiches (Praga caput regni) zu Prag, Mutter der Städte (Praha matka mest). 1964 wurde das slowakische Brustschild (als Folge des Verbots des bisherigen slowakischen Wappens) geändert: In Rot waren blaue Berge mit goldenen Flammenzungen. Aus dem Oberwappen wurde die Krone entfernt und stattdessen ein Roter Stern eingefügt, der an die 1945 erfolgte Befreiung durch die Sowjetarmee erinnern sollte. Seit dem 21. Februar 1991 gilt das jetzige Wappen. Die Verwendung des Wappens ist im Gesetz Nr. 131/2000 Sb geregelt.

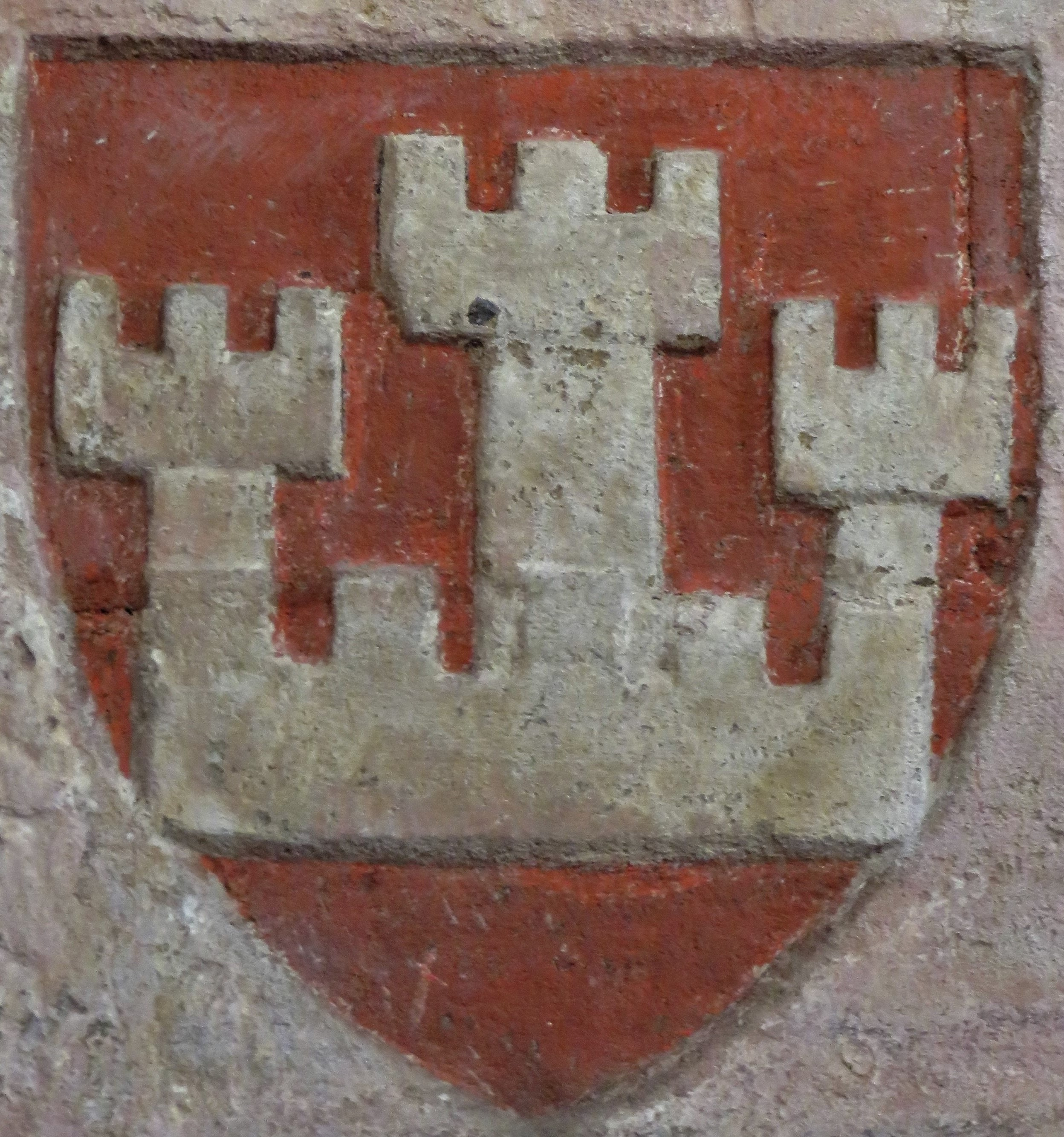
Um 1360
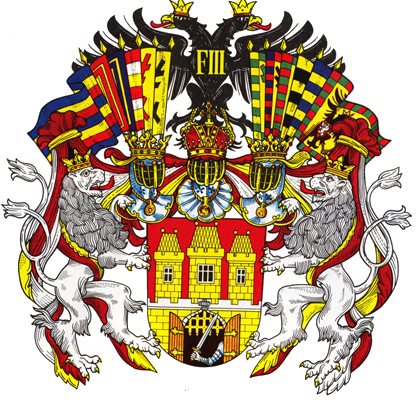
1784–1918
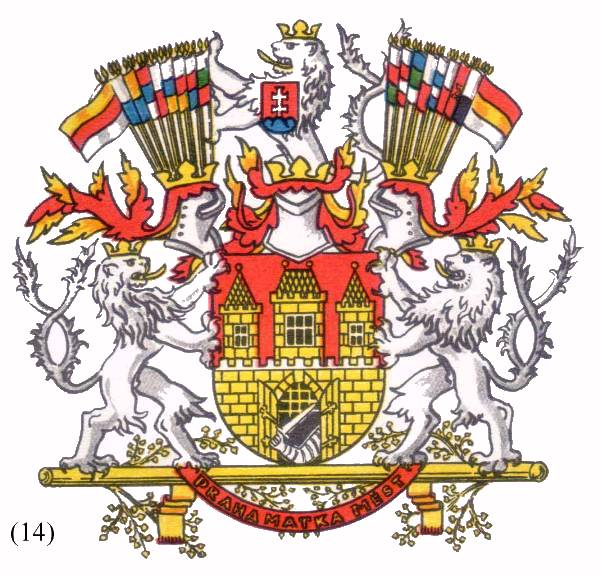
1927–1941 1945–1964
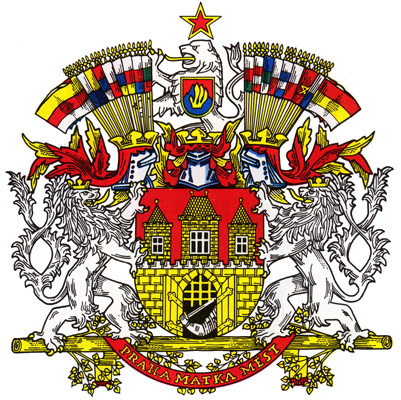
1964–1991